# Равсимод
Равсимод — царь савроматов (сарматов), кочевавших в Приазовье (по мнению ряда историков роксоланов), совершивший в 332 году нападение на римскую провинцию Паннонию, во время которого потерпел поражение и погиб.
Римский автор Зосим описал этот поход во II книге «Новой Истории»:

Константин, узнав, что савроматы, живущие у Меотийского озера, переправившись на судах через Истр, опустошают подвластную ему землю, повел против них войска. Варвары выступили против него под предводительством своего царя Равсимода. Сначала савроматы приступили к городу, снабженному достаточным гарнизоном; поднимающаяся от земли вверх часть стены его была построена из камня, а верхняя часть была деревянная. (2)Поэтому савроматы, рассчитывая без всякого труда взять город, если сожгут деревянную часть стены, стали подпускать огонь и стрелять в стоявших на стене. Когда же стоявшие на стене поражали варваров сверху стрелами и камнями и убивали их, Константин приблизился, напал на варваров с тыла, многих перебил и ещё большее число взял живыми, так что остальные обратились в бегство. (3)Равсимод, потеряв большую часть своих полчищ, сел на суда и переправился через Истр с намерением снова опустошить римскую область. Услышав об этом, Константин последовал за ним, также переправившись через Истр, и напал на варваров, сбежавшихся на один холм, покрытый густым лесом. Он многих убил, в том числе и самого Равсимода, и многих взял живыми…